# سالم صالح
سالم صالح (انگلیسی: Salem Saleh؛ زادهٔ ۱۴ ژانویهٔ ۱۹۹۱) یک بازیکن فوتبال اهل امارات متحده عربی است.
از باشگاه‌هایی که در آن بازی کرده‌است می‌توان به تیم ملی فوتبال امارات متحده عربی، باشگاه فوتبال الوحده امارات، و باشگاه فوتبال النصر امارات اشاره کرد.
وی همچنین در تیم ملی فوتبال United Arab Emirates بازی کرده است.